# زوئی تپر
زوئی تَـپر (انگلیسی: Zoe Tapper) بازیگر اهل بریتانیا است.
از فیلم‌ها یا برنامه‌های تلویزیونی که وی در آن نقش داشته‌است، می‌توان به آقای سلفریج، هکس و جایگاه زیبایی اشاره کرد.